# Synagoge (Teplice)

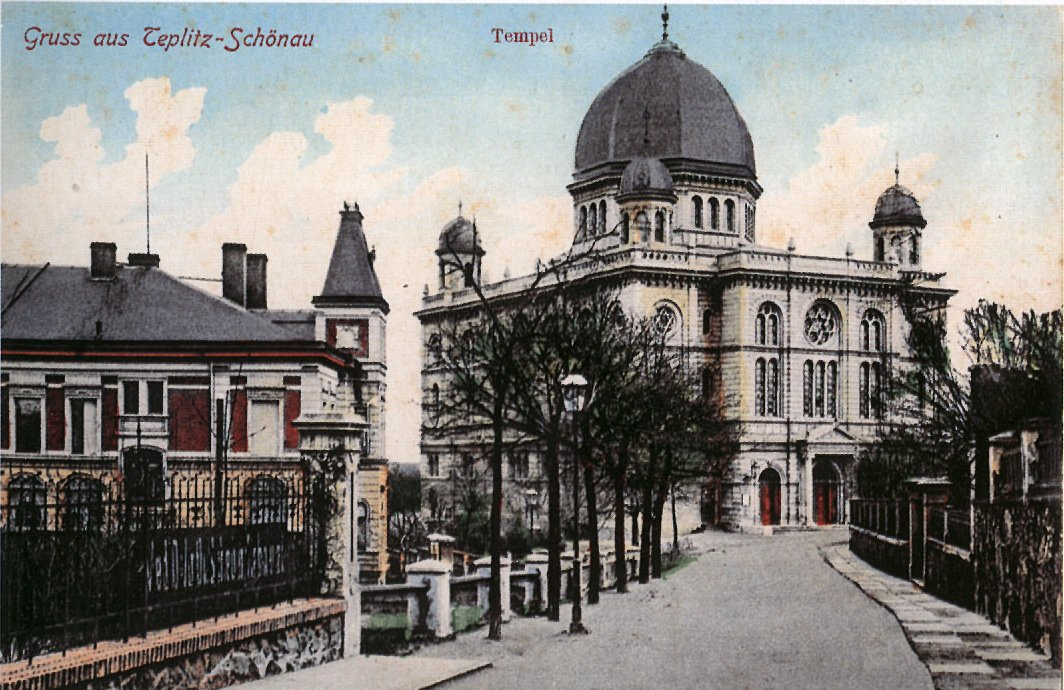
Synagoge in Teplitz-Schönau

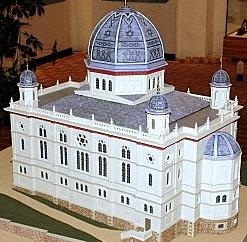
Modell der Synagoge

Die Synagoge Teplitz-Schönau (tschechisch  Teplice) war eine Synagoge in der Stadt Teplice in Tschechien. Sie war die größte Synagoge in Böhmen.

## Beschreibung
1875 erstellte der aus Oelsnitz/Erzgeb. stammende Teplitzer Architekt Hermann Rudolph (1846–1924) den Entwurf für die Synagoge. Es  existieren keine eindeutigen historischen Belege dafür, dass – wie vielfach behauptet wird – der Wiener Architekt Wilhelm Stiassny einen Vorentwurf angefertigt hatte, an dem sich Rudolph orientiert haben soll. Möglicherweise war Stiassny stattdessen nur an der Ausgestaltung des Inneren beteiligt.
Die Grundsteinlegung fand am 11. März 1880 und die Einweihung am 10. September 1882 statt. Die Synagoge war eine Synthese aus Bauformen der Neo-Renaissance und maurischen Bauformen. Alle vier Seiten des Gebäudes wurden symmetrisch mit hohen Fenstern gegliedert und mit Renaissance-Elementen geschmückt. Das Gebäude wies eine ähnliche Kuppel wie die Synagoge in Florenz auf, wobei die Zentralkuppel von vier niedrigeren Kuppeln an den Ecken des Gebäudes flankiert wurde. Die Synagoge war 41 m lang, 25 m breit und 42 m hoch.

## Geschichte
Die Ansiedlung einer israelitischen Gemeinde in Töplitz wird zum ersten Mal im Jahr 1414 belegt, als Töplitz wegen eines Benediktinerklosters erwähnt wird. Eine erste Synagoge wurde im Jahr 1550 gebaut, eine israelitische Schule und eine Mikwe wurden später hinzugefügt. 1618 lebten in Töplitz 78 israelitische Gemeindemitglieder, 1652 bereits 231. Der erste bekannte Rabbi wurde im Jahr 1654 erwähnt, nämlich Löbl Baum. 1831 wurde das Israelitische Badeinstitut gegründet, das Bestandteil des Israelitischen Krankenhauses war. Von 1832 an hatte die Gemeinde ihren eigenen Rabbiner Zacharias Frankl. 1853 lebten in Teplitz-Schönau über 500 israelitische Gemeindemitglieder bei einer Gesamteinwohnerzahl von 2800 Personen. Nach dem Ersten Weltkrieg siedelten orthodoxe Juden aus Osteuropa nach Teplitz-Schönau über. 1932 zählte die israelitische Gemeinde 5000 Mitglieder. Die Gemeinde von Teplitz-Schönau umfasste dabei Orte wie Bořislav, Rtyně nad Bílinou, Kladruby, Újezdeček, Žalany, Řetenice, Hudcov, Bystřany, Duchcov, Ledvice, Libkovice, Lahošť, Mariánské Radčice,  Jeníkov, Oldřichov und Zabrušany. Die Angliederung des Sudetenlands an Deutschland im Oktober 1938 löste den Exodus der Teplitzer Juden aus, so dass  7000 Gemeindemitglieder Teplitz verließen. 89 Unternehmen, 511 Villen und 526 Grundstücke in Teplitz wurden „arisiert“.
In der Nacht vom 14. März 1939 wurde die Synagoge in Brand gesetzt. Bis zum Morgen brannte der Bau vollständig nieder.